# Wieżowiec Urzędu Pocztowego w Łodzi
Wieżowiec Urzędu Pocztowego – wieżowiec w Łodzi przy al. Kościuszki 5/7.
Powstał w latach 70. Ma 56 metrów wysokości do dachu oraz 72 metry całkowitej wysokości i liczy 18 kondygnacji (w tym 17 użytkowych i jedną techniczną). Mają w nim siedziby m.in. Urząd pocztowy oraz Telekomunikacja Polska S.A.